# Il pirata nero (gioco)

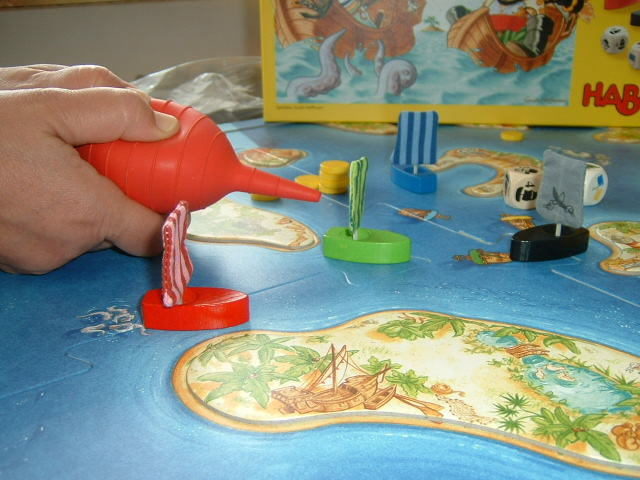
Un particolare del gioco.

Il pirata nero (nome originale tedesco Der schwarze Pirat) è un gioco da tavolo per bambini ideato da Guido Hoffmann e pubblicato nel 2006 da HABA.

## Ambientazione
Abili navigatori navigano da un'isola all'altra alla ricerca di tesori, ma il pirata nero gli è alle calcagna cercando l'arrembaggio per rubarglieli. Vince il navigatore più abile che riesce a raccogliere più tesori ed a sfuggire al pirata nero.

## Regole e materiali

### Materiali
- 1 piano di gioco raffigurante il mare e alcune isole: sei isole del tesoro e un'isola del pirata;
- 1 soffietto;
- 1 nave pirata nera;
- 4 navi colorate;
- 36 monete d'oro;
- 1 dado con i simboli delle bandiere colorate;
- 1 dado dei venti con i simboli dei pirati/navi;
- 4 sacchetti colorati.

### Regole di gioco
Scopo del gioco è raccogliere il maggior numero di monete d'oro.
Ogni giocatore guida una nave dotata di una vela, grazie ad un originale sistema che permette di farla muovere: con l'aiuto del soffietto si generano raffiche di vento che, opportunamente mirate, permettono di muovere le navi.
Si lanciano i dadi: quello con le bandiere, che indica su quale isola si può mettere la moneta d'oro, e poi quello con i venti, che indica quale nave si può muovere con il soffietto - se la propria nave o quella del pirata - e di quante "soffiate" si deve muovere. Se esce il simbolo "nave" si deve muovere la propria nave cercando di raggiungere un porto di un'isola che abbia monete d'oro da prendere.
Se un navigatore giunge nel porto di un'isola del tesoro può prendersi le monete d'oro presenti nell'isola.
Se esce il simbolo "pirata" si deve muovere la nave del pirata cercando di raggiungere un porto di un'isola che abbia monete d'oro da prendere oppure cercando di andare all'arrembaggio di un'altra nave: se raggiunge un porto raccoglie tutte le monete d'oro che si trovano sull'isola del tesoro, se tocca una nave avversaria ruba alcune monete dalla nave.
Il gioco termina quando si sono raccolte tutte le monete d‘oro dal piano di gioco e non vi sono più a disposizione monete d'oro. Il vincitore è colui che ha più monete d'oro.

## Premi e riconoscimenti
Il gioco ha vinto lo Kinderspiel des Jahres (Gioco per bambini dell'anno) del 2006